# Мат Ридли
Мат Ридли (на английски: Matt Ridley) е британски зоолог, журналист и писател.

## Биография
Роден е на 7 февруари 1958 г. в Нюкасъл ъпон Тайн, Англия. Защитава докторат по зоология в Оксфордския университет, след което става журналист. Работи като кореспондент по научните въпроси за „Економист“ и „Дейли Телеграф“ от 1993 г. Популяризатор на научните открития в биологията.
Автор на няколко книги, най-известната от които е „Геномът“ (Genome), 1999 г. Първата му публикувана книга проследява изборната кампания на Джордж Х. У. Буш, която Ридли отразява като сътрудник на списанието Икономист.Книгите на Ридли са преведени на 32 езика като от тях са продадени над 1 милион бройки.